# Robson-rotatie
De Robson-rotatie is een methode gebruikt bij verkiezen van een vertegenwoordiger bij een systeem, gebruikmakend van een enkelvoudige overdraagbare stem om een ezelstem tegen te gaan.
De handeling houdt in dat de volgorde van kandidaten op elk individueel stembiljet willekeurig (maar evenredig over de totale collectie aan biljetten) door elkaar gehaald wordt.
Hoewel dit systeem ezelstemmen niet volledig weert, zorgt heeft het wel als effect dat deze stemmen evenrediger worden verdeeld over het totale aanbod aan kandidaten.